# Bottay Kálmán
Bottay Kálmán Pál (Nekcse, 1859. július 10. – Budapest, 1921. június 21.) rajztanár, természettudós, entomológus, vadász.

## Élete
Apja Botay Péter a Pejacsevich grófok uradalmi főkertésze, anyja Holnecker Mária volt. 1877–1881 között a Magyar Képzőművészeti Egyetem hallgatója volt.
1876-ban vagy 1877-ben kilépett a II. kerületi állami reáltanodából.
1892-től a komáromi állami polgári leányiskola tanára volt, ahol gazdag természetrajzi gyűjteményt hozott létre. A Komárom vármegyei és városi Muzeum-egyesület természetrajzi gyűjteményének őre lett. Gyűjteményét Herman Ottó több alkalommal is megtekintette. Az emlősöket, madarakat sajátkezűleg tömte ki, a hüllőket preparálta, a rovarokat, lepkéket osztályozta, a növényeket kiszárította. Otthonában is jelentős magángyűjteménye volt. Özvegye azt áruba bocsátotta, de előtte még a több mint 200 kitömött madarat a Kultúrpalota nagytermében Harmos Károly által rendezett kiállításon bemutatták. A világháború vége és a csehszlovák államfordulat utáni időről nem maradtak fenn arra vonatkozó adatok, hogy továbbra is gyűjteményi őr maradt volna. A komáromi Dalegyesület karnagya volt.
Súlyos vesebaja volt, a budapesti új Szent János kórházban megoperálták, de a hosszas fekvéstől tüdőgyulladást kapott és elhunyt.
Felesége ógyallai Gáborjáni Szentmiklóssy Erzsébet volt. Gyermekeik Adalbert István Kálmán (1892), Ilona Erzsébet Margit (1894–1895), Erzsébet (1895), Kálmán (1905–1943), Béla, Zoltán Gábor László (1897) és Irma voltak. Fia Zoltán a komáromi bencés gimnáziumban tanult.
Komárom városa 1881-ben bútorremeket, egy ún. kelengyetartó ládát készíttetett Jókai Mór 40. írói jubileumára, díszpolgárrá választása alkalmából. Az ajándék azonban nem készült el az augusztus 1-jei ünnepségre, ahonnan Jókai távol maradt, s a ládát csak egy évvel később kapta meg. A ládán lévő acélmetszetek közül a komáromi református kollégium képét ő készítette. 1910-ben az énekes madarakról tartott előadást a komáromi bencés gimnáziumban. Hegymeghy Dezső (1874–1949) ornitológus nála tanulta a preparálást.

## Művei
- A hamvas varjú kártékonysága. Aquila 17. (1910)